# Фаусто Бертінотті
Фаусто Бертінотті (італ. Fausto Bertinotti; нар. 22 березня 1940, Мілан) — італійський політик. Голова Палати депутатів Італії з 2006 по 2008.

## Життєпис
Був одним з лідерів профспілкового руху в Італії. У той же час займався політичною діяльністю у Італійській соціалістичній партії, з 1972 року належав до комуністичної партії.
У 1991 році він виступив проти розпуску ІКП і перетворення її у Демократичну партію лівих, у тому ж році брав участь у створенні партії «Комуністичне відродження» (у 1994 обраний її лідером). У 1994 році вперше отримав мандат члена парламенту. З 1994 по 2006 роки він був також депутатом Європейського парламенту.